# 神經刀與飛天貓
《神經刀與飛天貓》是一部由台灣導演朱延平所執導、王晶編劇、程小東擔任動作導演的武俠喜劇片，由於有梁家輝和張學友兩位笑匠巨星加盟，更有人稱之為「台灣版本的《東成西就》」。

## 劇情簡介
「大飛刀」韓沖（梁家輝 飾）和「小飛刀」韓林（林志穎 飾）向來以緝盜領賞為生，每每回收戰利品時，總會有對歡喜冤家將其竊走；最令大小飛刀可恨的是，盜走之人正是心儀對象——「大風騷」風二娘（張敏 飾）和「小風騷」風鈴（葉蘊儀 飾）。某日，大小飛刀接獲一張大訂單，富商雷員外（陳鴻烈 飾）聲稱其女遭姦殺，而欲出高價誘捕天下第一大盜九尾狐朱星（張學友 飾）；大小風騷打聽之後，便設計利用四大死神來拖延大小飛刀，以便能先奪此買賣。前往朱家鎮的大小風騷失手反被九尾狐所擒，幸得大小飛刀相救，於是四人合作抓拿九尾狐；另一方面，前先與九尾狐吵架離家的妻子飛天貓（張曼玉 飾）知道丈夫被擒一事後，決意前往救援。

這一夜，四人意外讓九尾狐逃脫成功，所幸有「永遠不死」（袁祥仁 飾）的邪手幫忙，再次在倚翠樓抓回九尾狐；於是，一行人浩浩蕩蕩來到交貨之處——張家口財神客棧。客棧內，個個心懷鬼胎，多方人馬欲搶九尾狐；其結果是東瀛伊賀派全員失敗，飛天貓被擒下。韓沖發覺此次買賣有蹊蹺，設計引出德川將軍的使者淫王（李家鼎 飾）和魔女（陳寶蓮 飾）時，自身卻意外中毒；風二娘捨身解毒之時，韓林及風鈴則被雷員外所擒。客棧老闆娘（方芳 飾）釋放九尾狐和飛天貓，並道出一切起源是雷天敵勾結日本幕府的證據，正好藏匿在九尾狐所盜的寶匣中。此時，客棧老闆亦告知眾人其真實身份乃是前御前「白頭神探」彭訂匡（吳孟達 飾）；一行人前往染坊，合力擊敗雷天敵、淫王和魔女，事情終於圓滿落幕。

## 人物角色
| 演員   | 角色               | 備註                                                     |
| 梁家輝 | 「大飛刀」韓沖     | 「小飛刀」韓林之二叔；喜歡「大風騷」風二娘               |
| 林志穎 | 「小飛刀」韓林     | 「大飛刀」韓沖之侄子；喜歡「小風騷」風鈴。               |
| 張敏   | 「大風騷」風二娘   | 「小風騷」風鈴之姊；喜歡「大飛刀」韓沖。                 |
| 葉蘊儀 | 「小風騷」風鈴     | 「大風騷」風二娘之妹；喜歡「小飛刀」韓林。               |
| 張學友 | 「九尾狐」朱星     | 居住於朱家鎮；飛天貓之夫                                 |
| 張曼玉 | 飛天貓             | 居住於朱家鎮；九尾狐之妻                                 |
| 吳孟達 | 「白頭神探」彭訂匡 | 張家口財神客棧掌櫃；原為御前忠臣，後遭陷害               |
| 方芳   | 客棧老闆娘         | 張家口財神客棧掌櫃彭訂匡之妻                             |
| 陳鴻烈 | 雷天敵（員外）     | 初為富商身份，後被揭露為東廠首腦；與德川將軍私通賣國     |
| 陳寶蓮 | 伊賀派魔女         | 德川將軍派來協助雷公公；怪異的性別舉止和聲音             |
| 李家鼎 | 伊賀派淫王         | 德川將軍派來協助雷公公；怪異的性別舉止和聲音             |
| 苑瓊丹 | 五姑娘             | 妓院「倚翠樓」的老鴇                                     |
| 顧寶明 |                    | 八府巡案朱大人的下屬                                     |
| 胡大為 | 西方求敗           | 大鬧財神客棧，後被大醉俠輕易趕走；喜歡暴力性遊戲         |
| 袁祥仁 | 永遠不死           | 四大死神之一；脫離身體的手可自由活動，本尊則「噁心」致死 |
| 羅烈   | 一招就死           | 四大死神之一（大哥）；被韓林一招致死                     |
| 陳慧樓 | 老鷹               | 冷血十三鷹之首領，欲刺殺八府巡按；後被韓沖殺死           |
| 何賽舟 |                    | 欲搶九尾狐的東瀛伊賀派首領                               |

## 主題曲
- 〈戲夢〉　飛碟唱片提供

主唱：林志穎
作詞、作曲：陳大力

## 外部連結
- 開眼電影網上《大小飛刀之九尾狐與飛天貓》的資料（繁體中文）
- 豆瓣电影上《神經刀與飛天貓》的資料 （简体中文）
- 时光网上《神經刀與飛天貓》的資料（简体中文）
- AllMovie上《神經刀與飛天貓》的资料（英文）
- 爛番茄上《神經刀與飛天貓》的資料（英文）
- 香港影庫上《神經刀與飛天貓》的資料（繁體中文）
- 互联网电影数据库（IMDb）上《神經刀與飛天貓》的资料（英文）